# Craig Bryson
Craig Bryson (Rutherglen, 6 november 1986) is een Schotse voetballer (middenvelder) die sinds 2011 voor de Engelse tweedeklasser Derby County FC uitkomt. Voordien speelde hij onder andere voor Clyde FC en Kilmarnock FC.

## Clubcarrière
Bryson tekende een profcontract bij Clyde FC aan het begin van het seizoen 2003-04. Hij kwam dat seizoen niet aan spelen toe en werd verhuurd aan EK Thistle. Het volgende seizoen maakte hij zijn debuut voor Clyde. Bryson speelde een uitstekend seizoen en dit werd beloond met de prijs voor beste jongere bij Clyde.
In het seizoen 2005-06 scoorde Bryson tegen beide ploegen van The Old Firm. Hij scoorde gelijkmaker in de met 5-2 verloren wedstrijd tegen Rangers FC en scoorde de openingsgoal in de legendarische bekerwedstrijd tegen Celtic FC die met 2-1 werd gewonnen. Op het einde van het seizoen 2006-07 verliet Bryson de club, nadat hij 111 wedstrijden speelde en twaalf goals scoorde. Hij werd beschouwd als Clydes beste jeugdproduct sinds de club haar thuisbasis heeft gelegd in het Broadwood Stadion.
In juli 2007 tekende Bryson bij Kilmarnock FC. Hij scoorde zijn eerste goal in een met 3-1 gewonnen wedstrijd tegen Aberdeen FC. In 2008 werd hij een belangrijke speler voor het team en zijn goede prestaties werden in december 2008 beloond met een contractverlenging. Zijn contract bij Kilmarnock loopt nu tot de zomer van 2013.
Op 4 juni 2011 werd bevestigd dat Bryson Kilmarnock zou verlaten voor de Engelse tweedeklasser Derby County FC. Hij tekende een contract op 9 juni 2011 en er zou een transferbedrag van £350.000 tot £450.000 betaald zijn. Bryson maakte een sterke indruk bij het begin van het seizoen 2011-2012, ondanks zijn voorbereiding gestoord werd door een blessure. Derby County won de eerste vier wedstrijden van het seizoen, dit was de beste seizoenstart voor de club in 106 jaar.

## Interlandcarrière
Op 16 november 2010 maakte hij zijn debuut voor de Schotse nationale ploeg in een wedstrijd tegen de Faeröer.